# Пиндар
Пиндар (ст. грч. Πίνδαρος; Киноскефала, 522. п. н. е—Арг, 443. п. н. е) био је старогрчки песник који се убраја у девет канонских лирских песника антике. 
Платон га сврстава у песнике који су „пуни Бога“, то јест божанског надахнућа. Према једној античкој анегдоти, када су у Делфима питали Пиндара шта је донео Аполону на дар, он је одговорио: „Донео сам му оду!“. 
Његовим стваралаштвом хорска песма досеже свој врхунац, лепоту савршенства. Још за живота постао је славан.

## Живот
Пиндар потиче из старе, угледне и богате тебанске породице Егида. Родио се у Киноскефали, насељу близу тесалијске Тебе. Већина историчара хеленске књижевности сматра да се родио у време Питијских такмичења, 521. п. н. е.. Богата и космополитска породица му је омогућила да се учи музици и поезији у демократској Атини која је била непријатељ његовој родној Теби. Савременик је тројице великих трагичара: Есхила, Софокла и Еурипида. Његова најранија сачувана песма потиче из 498. п. н. е. Прву победу на такмичењу у састављању дитирамба (агон) освојио је 497/96. године п. н. е. Већ у младим годинама сматран је значајним култним песником, о чему сведоче његове везе са утицајним свештенством светилишта у Делфима. Победио је у многим такмичењима песника, па су градови од њега наручивали хорске песме. 
У време персијских инвазија (490-480 године п.н.е), аристократска Теба се борила на страни Персије и Спарте у нади да ће победити Атину. Пиндар, који је увек био привржен аристократским идеалима, али се осећао као Грк, није хтео да учествује у конфликту и склонио се код пријатеља на острву Егина. После персијског пораза вратио се у Тебу која је била поштеђена разарања. Касније је у својим делима хвалио улогу Атине у ослобађању Грчке од Персијанаца. Атињани су увек високо ценили његово уметничко дело. 
На врхунцу каријере Пиндар је боравио на Сицилији (476-474. године п.н.е). Овде су владали тирани, љубитељи поезије, Хијерон I и Терон од Акрагаса, о чијим је победама у тркама двоколица Пиндар написао неколико песама. На краљевским дворовима Пиндар је упознао Симонида и његовог нећака Бахилида, који су обојица били знаменити лирски песници, али су савременици тог времена Пиндара сматрали највећим песником међу њима.
По повратку са Сицилије Пиндар је радио за Аркесилаја од Кирене и за краља Родоса. Из овог периода потичу фрагменти пеана које је Пиндар написао поводом тоталног помрачења Сунца 30. априла 463. п. н. е.
Према сачуваним биографским подацима, Пиндар је био ожењен и имао је двоје деце. 
Последње деценије његовог живота биле су обележене незадрживим јачањем атинске демократске државе. Песник је дошао до сазнања да је свет аристократских вредности које је славио на путу неумитног опадања. Пиндар је преминуо у 80. години живота у граду Аргу. По легенди, то се догодило после оброка од нездравог меса дивљачи, или у театру док је слушао декламовање еротске песме. Његов дом у Теби је у 4. веку п. н. е. био нека врста туристичке атракције. 
Тешко је изводити закључке о личнсти Пиндара из његове поезије, јер се ту среће и лично и песничко „ја“. 

## Стваралаштво
Већ у двадесет и трећој години спевао је своју прву оду, Питијску X, којом је постигао велики успех. Од седамнаест књига поезије овог великог хеленског лирика сачуване су 44 оде, као и много фрагмената, међу којим налазимо и друге врсте хорске лирике (пеане, хипорхеме, партеније, дитирамбе, енкомије и трене). 
Према садржају и месту такмичења, Пиндарове оде делимо у четири целине: Олимпијске, Питијске, Немејске и Истамске. Међусобно се разликују по садржају, дужини, метру и мелодији, али су складно повезане у лирску целину.
Свака ода има одређену композицију; у почетку се спомиње само такмичење и победа, затим следи Пиндарова верзија неког мита, да би се, на крају, песник вратио самом победнику, јунаку у чију је славу и спевао оду. Пиндарова фасцинантна машта долази до изражаја у његовом „ткању“ синтезе мита, религиозно-етичких гнома и лирских филозофских мисли, што његову лирику уздиже високо изнад сфере пригодног песништва. Он оживљава мит, те његове оде, мада наменски стваране да овековече највиши и најсвечанији трен у животу човека, својом комплексношћу, једноставним, а снажним изразима, укопонованим са пригодним митолошким елементима, добијају универзални значај. Његова тежња за јасноћом израза омогућила му је сажетост и сачувала га од сувишне реторике епског стила. Досегао је свој циљ „поезију чисту и белу“ (Немејска IX ода), а стиховима из Немејске IV оде 
...да ће будућност, која хрли к мени, с временом све у славу моју да измени...
пророчки је наслутио величину свог дела. 
При извођењу ода, песникове речи ибавезно су пратили покрети и музика. То тројство чинило је комплетан уметнички чин. Нажалост, сачуване су само ноте за прву питијску оду из 5. века пре нове ере. 
Пиндар спомиње разне инструменте у својим одама, које су различите по свом тону, па се претпоставља да је неке изводио хор у покрету, неке хор у свечаној поворци, док су неке певали статични певачи. 
Пиндарови хероји губе реалне црте и пластичност у његовим стиховима, те постају обрасци људских особина. Сматра да је „човек сан сенке“, те је склон идеализацији и моралном чишћењу опеваних хероја. 
Дакле, Пиндар стиховима слика човека не онаквог какав он јесте, но какав би требало да буде. Наглашава да је главна врлина побожност, то јест свест о божанској надмоћи. Из те врлине проистичу све остале, а остваривањем низа врлина човеку се отвара пут ка срећи, „лепом делу“ које чини срж Пиндарове етике. 
... Узвишене врлине увек су извор песама многих...
тврди у Питијској IX оди Пиндар, чију лирику најпримереније описује његов поклоник и следбеник, римски поета Хорације у својој II оди у IV књизи песама:
... Као река кад бујицом снажном иза киша спусти се с планине, из корита излије се, јурне, тако силно, из дубине душе, из препуна срца ври и кипи моћна песма великог Пиндара...

## Сачувана дела
- Олимпијске оде (XIV);
- Питијске оде (XII);
- Немејске оде (XI);
- Истамске оде (VII);
- фрагменти

## Позната дела
Библиотекари у Александријској библиотеци су Пиндарова дела сакупили у 17 књига, и организовали их по жанру: 
- 1 књига химни
- 1 књига пеана
- 2 књиге дитирамба
- 2 књиге прозодије
- 3 књиге партенија (песме за девојке)
- 2 књиге хипорхема (песме за лаке плесове)
- 1 књига енкомија (песме хвале)
- 1 књига трене (тужбалице)
- 4 књиге епиникија (победничке оде)